# مجموعة فنادق هما

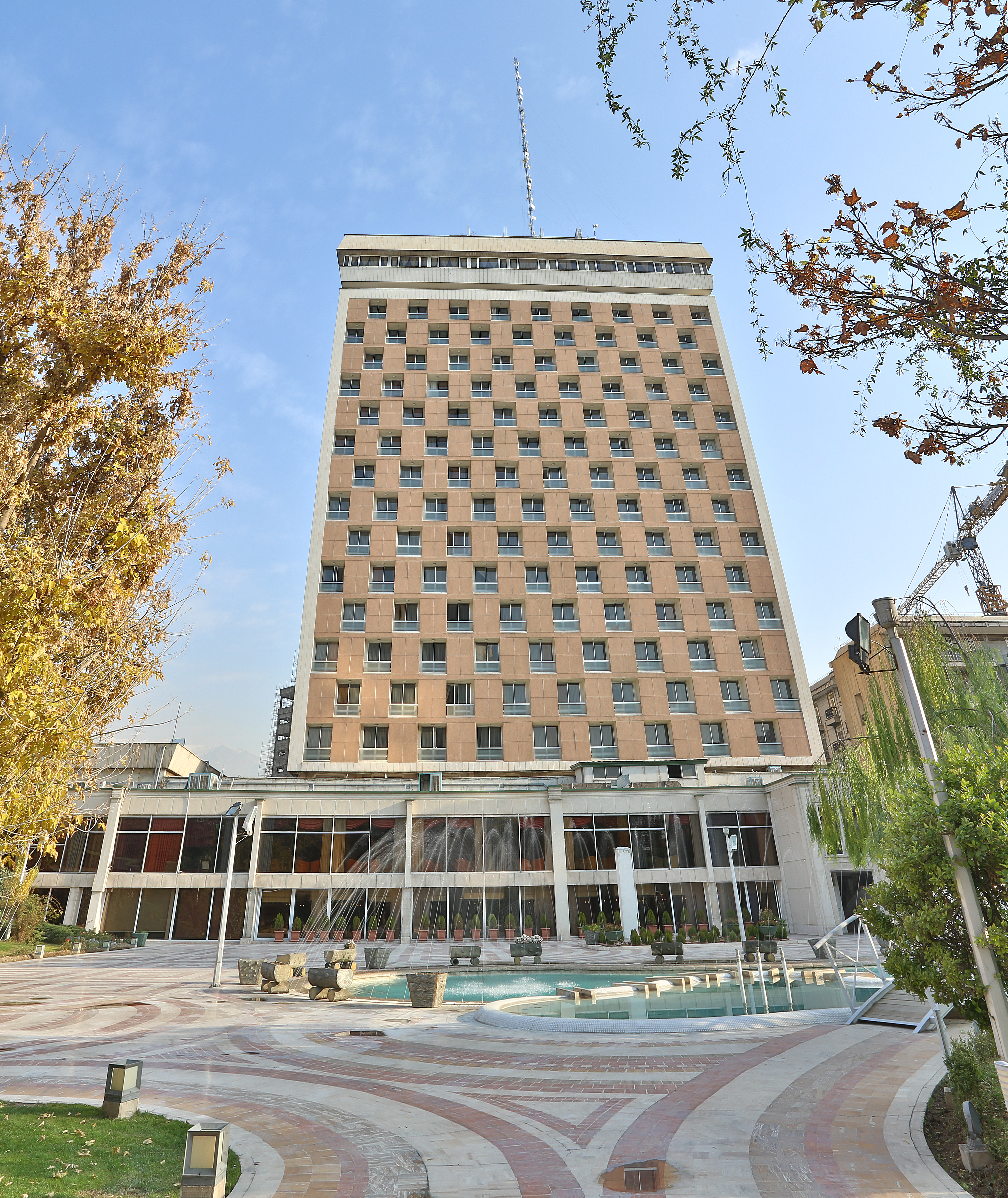
فندق هُما في طهران

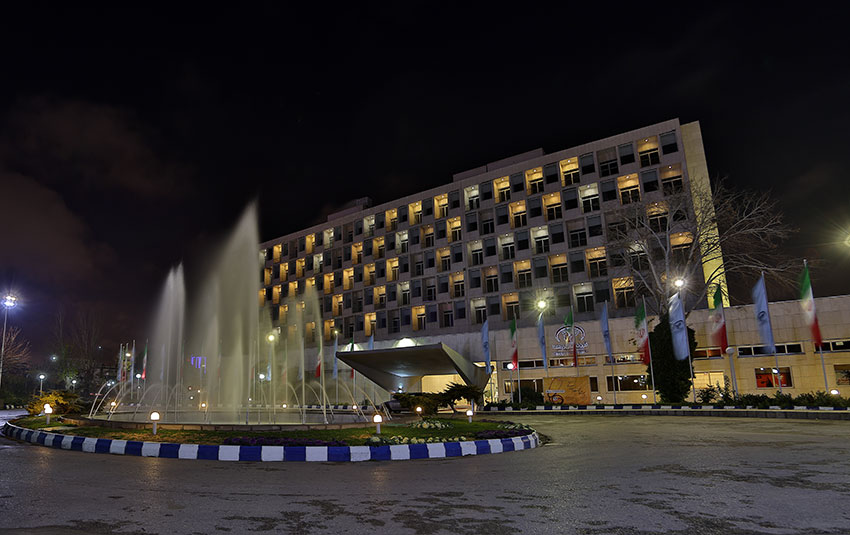
فندق هُما في مشهد (1)

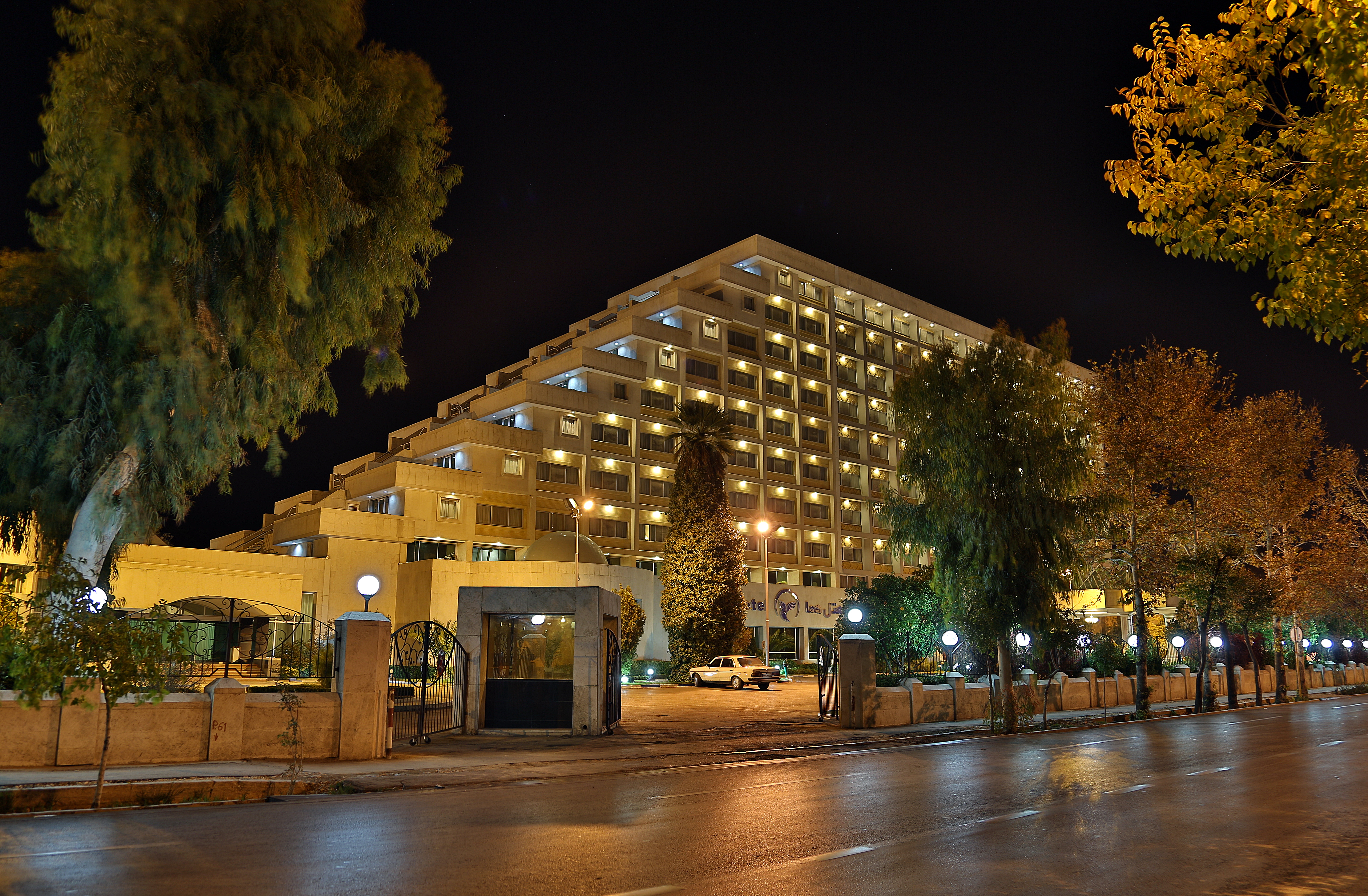
فندق هُما في شيراز

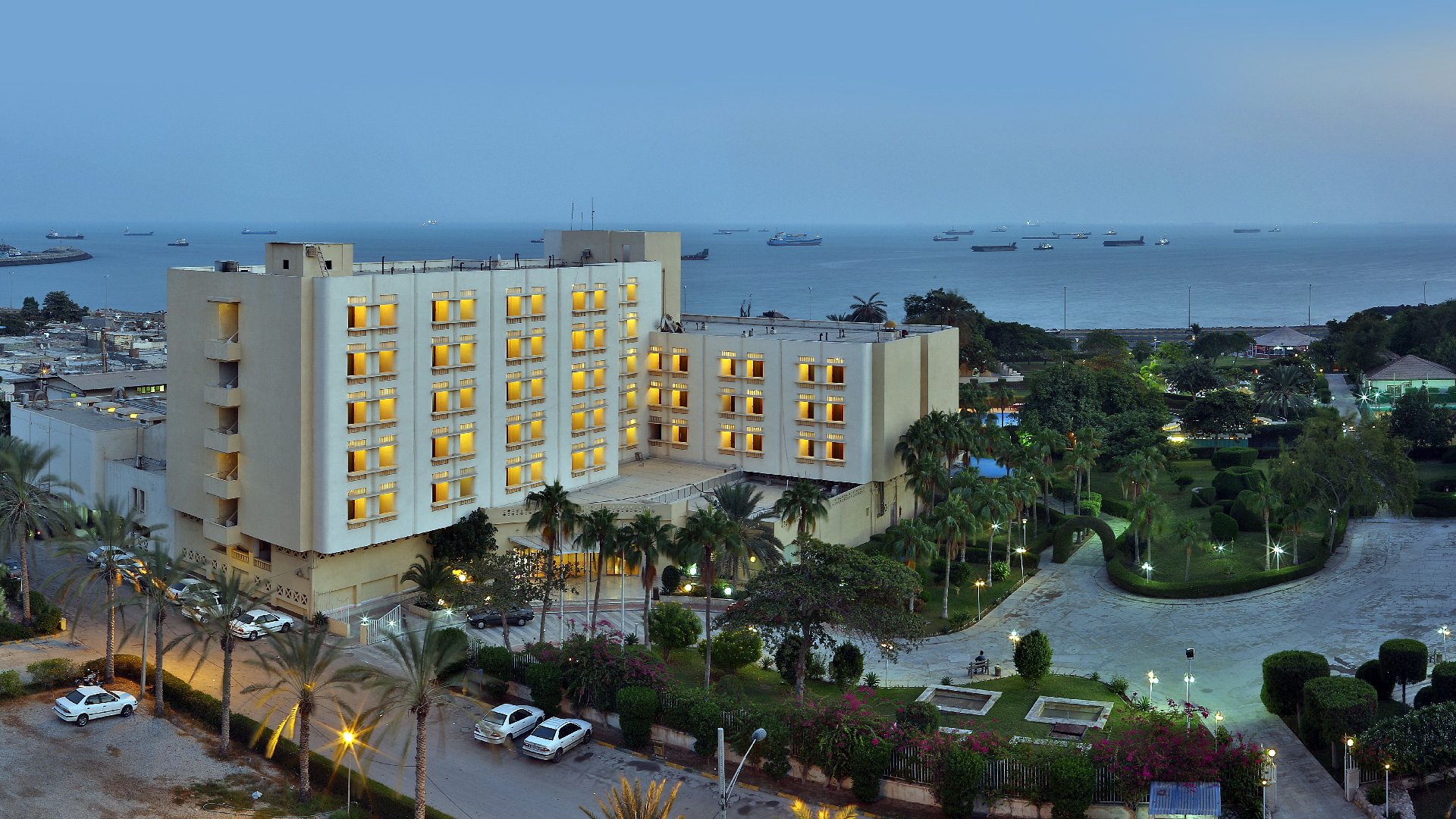
فندق هما في بندر عباس

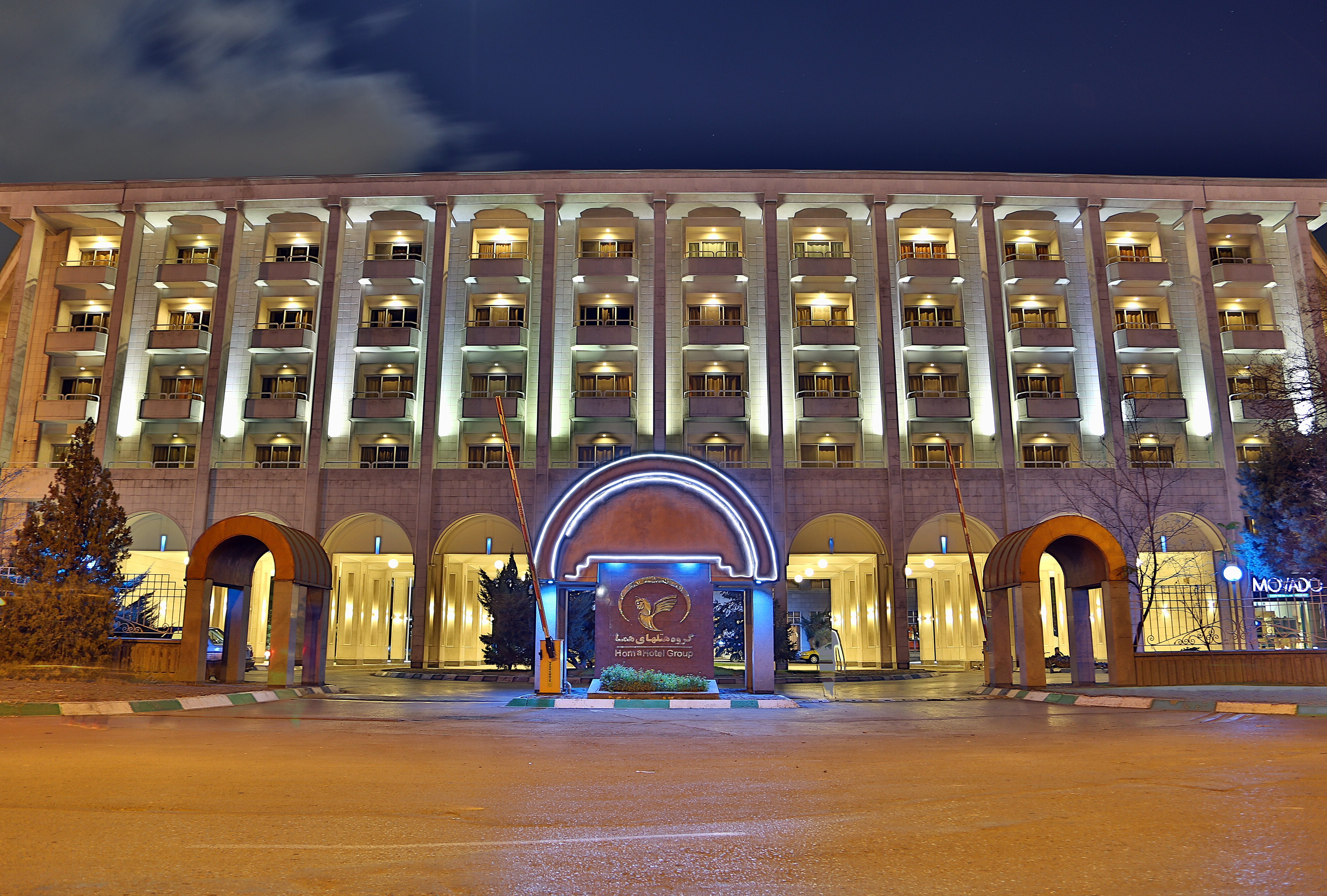
فندق هُما مشهد (2)

مجموعة فنادق هُما هي أكبر سلسلة فنادق في إيران. كانت المجموعة شركةً تابعةً للخطوط الجوية الإيرانية حتى عام 2013، حيث استحوذت عليها مؤسسة الضمان الاجتماعي.
تحتوي فنادق هُما على أكثر من 1000 غرفة في طهران وشيراز وبندر عباس المشهد (قرية). بنيت جميع هذه الفنادق قبل ثورة 1979، باستثناء فندق مشهد الثاني وهو فندق هُما الوحيد الذي بنته مجموعة فنادق هُما ولصالحها، في أواخر التسعينيات. 

## المواقع
افتتح فندق هُما طهران في أكتوبر 1971 باسم فندق آريا شيراتون، بنته الخطوط الجوية الإيرانية وشغّلته فنادق ومنتجعات شيراتون. يحتوي الفندق على 172 غرفة وجناح ويقع في منطقة فاناك.
افتتح فندق هُما شيراز في أكتوبر 1971 باسم فندق سايروس إنتركونتيننتال. وكان واحداً من ثلاثة فنادق إنتركونتيننتال افتتحت في ذلك الشهر لاستضافة كبار الشخصيات والسياح الأجانب الذين يحضرون احتفالات مرور 2500 عام على تأسيس الإمبراطورية الفارسية. أما الفندقان الآخران فكانا فندق إنتركونتيننتال طهران وفندق داريوس إنتركونتيننتال، ويقعان بالقرب من أطلال برسيبوليس. 
يعتبر فندق هُما بندر عباس الفندق الوحيد من تصنيف أربع نجوم الذي تديره فنادق هُما.
فندق هُما مشهد (1) هو أحد فندقي هُما في مدينة المشهد (قرية)، افتتح الفندق المكون من 118 غرفة في نوفمبر 1973 باسم حياة عمر الخيام، والذي تديره شركة حياة. 
فندق هُما مشهد (2) هو فندق هُما الوحيد الذي بني خصيصًا للسلسلة. يحتوي الفندق على 202 غرفة، مما يجعله أكبر فندق في هما.

## روابط خارجية
- الموقع الرسمي